# Together (film)
Together är en amerikansk komedi- och skräckfilm som hade premiär på Sundance filmfestival i januari 2025. Den har svensk premiär den 22 augusti 2025, och är regisserad av Michael Shanks som även skrivit filmens manus.

## Handling
När ett par flyttar till landsbygden utlöses en övernaturlig händelse som drastiskt förändrar deras relation.

## Rollista (i urval)
- Alison Brie – Millie
- Dave Franco – Tim
- Damon Herriman – Jamie
- Mia Morrissey
- Melanie Beddie